# Jevgenyij Vlagyimirovics Rjumin
Jevgenyij Vlagyimirovics Rjumin (oroszul: Евгений Владимирович Рюмин) (?, 1937 –) szovjet színekben világbajnok orosz tőrvívó.